# Зеярете-Паин
Зеярете-Паин (перс. زیارت پایین‎) — село на севере Ирана, в остане Тегеран. Входит в состав шахрестана Демавенд. Является частью дехестана (сельского округа) Джемабруд бахша Меркези.

## География
Село находится в восточной части остана, к югу от автодороги 79, на расстоянии приблизительно 18 километров (по прямой) к юго-востоку от города Демавенд, административного центра шахрестана. Абсолютная высота — 1718 метров над уровнем моря.

## Население
По данным переписи 2006 года население села составляло 20 человек (10 мужчин и 10 женщин). В Зеярете-Паине насчитывалось 8 домохозяйств. Уровень грамотности населения составлял 85 %. Уровень грамотности среди мужчин составлял 70 %, среди женщин — 100 %.
В 2016 году постоянное население в селе отсутствовало.